# La Vie parisienne
Pour les articles homonymes, voir La Vie parisienne (homonymie).
Versions successives
- Version de 1866 en 5 actes
- Version de 1873 en 4 actes

Personnages
- Gabrielle, gantière (soprano)
- Le Brésilien (ténor)
- Frick, bottier (ténor)
- Prosper, domestique (ténor)
- Le baron de Gondremarck, suédois (baryton)
- La baronne de Gondremarck, sa femme (soprano)
- Métella, demi-mondaine (mezzo)
- Bobinet, gandin  (ténor ou baryton-Martin)
- Gardefeu, gandin (ténor)
- Pauline, femme de chambre (soprano)
- Urbain, domestique (baryton)

Airs
- Trio Jamais, foi de cicérone (Gardefeu, le Baron, la Baronne)
- Rondeau du Brésilien Je suis Brésilien, j'ai de l'or
- Duo et rondeau Entrez, jeune fille à l'œil bleu... Autrefois plus d'un amant (Gabrielle, Frick)
- Couplets Je veux m'en fourrer jusque-là (le Baron)
- Rondeau de la lettre (Métella)
- Couplets Je suis veuve d'un colonel (Gabrielle et chœur)
- Duo L'amour est une échelle immense (le Baron, Pauline)
- Final et galop Tout tourne, tout danse, Feu partout
- Final Par nos chansons et par nos cris, Oui, voilà la vie parisienne (tutti)

La Vie parisienne est un opéra bouffe de Jacques Offenbach, livret de Henri Meilhac et Ludovic Halévy, créé au théâtre du Palais-Royal le 31 octobre 1866 en cinq actes, puis en quatre actes le 25 septembre 1873 au théâtre des Variétés.

## Prologue
Cette œuvre comprend plusieurs personnages, inspirés des nuits parisiennes de l'époque, qui vont réapparaître dans la pièce de 1866, ayant été auparavant évoqués dans trois œuvres :
En 1862, Henri Meilhac et Ludovic Halévy présentent au théâtre du Vaudeville La clé de Métella, une comédie en un acte qui met en scène un dénommé Gontran aperçu par son amante dans la loge de Métella, une demi-mondaine.
L’année suivante, en 1863, les mêmes présentent au théâtre du Palais Royal Le Brésilien, une comédie en un acte. Pour cette œuvre, Jacques Offenbach compose un duo entre un dénommé Greluche – interprété par Jules Brasseur, créateur du Brésilien dans La Vie Parisienne – comédien se faisant passer pour un Brésilien et un dénommé Blancpartout – interprété par Gil-Pérès, créateur de Bobinet.
En 1864, Meilhac et Halévy présentent, dans ce même théâtre, Le Photographe une comédie-vaudeville en un acte. L’action se déroule chez Raoul de Gardefeu – interprété par Gil-Pérès, créateur de Bobinet – qui joue le rôle d’un photographe pour courtiser la baronne de Gourdakirsch alors que son époux, le colonel baron de Gourdakirsch – interprété par Lassouche, créateur de Urbain – a jeté son dévolu sur Métella, elle-même amante de Raoul de Gardefeu.

## Genèse

### L’écriture
En novembre 1865, les deux premiers actes du livret de La Vie Parisienne sont présentés aux directeurs du théâtre du Palais-Royal. Ludovic Halévy note alors : « le lendemain nous recevions force félicitations et force invitations d’achever rapidement la pièce. Les troisième et quatrième actes se feront rapidement (…) mais nous n’avons aucune idée du cinquième. »
Le 4 février 1866, Le Ménestrel dévoile que Jacques Offenbach prépare, pour l’automne, en collaboration avec Henri Meilhac et Ludovic Halévy, La Vie Parisienne pour le théâtre du Palais-Royal. Cette œuvre, présentée sur une scène habituée au vaudeville, qui est à l’époque une « pièce entremêlée de couplets », exige malgré tout une augmentation de « l’orchestre et des chœurs du Palais-Royal ». Les rôles principaux, à l’exception de celui de Zulma Bouffar, sont confiés à la troupe de ce théâtre.
Alors que la presse rapporte  que « les morceaux [seront] moins longuement traités ; mais [qu’]ils [seront] en plus grand nombre », le compositeur ne se ménage pas « pour arriver, par gradation, à un grand effet » pour le finale de chaque acte. Il écrit à ses librettistes le 22 juillet 1866 : « Je ne puis faire le finale [de l’acte III] que si vous me le mettez debout. Après l’ensemble, donc, et avant la 1re chanson à boire, il me faut des détails entre les artistes, comme : “Quel vin voulez-vous ?”, ou “Quel vin buvez-vous ?”[.] Tout le monde veut servir le baron. Pauline veut lui adresser des tendresses, etc., etc. Puis la chanson. Après le chœur, il me faut également des bredouillis pour arriver à la griserie. On peut boire à la santé de tout le monde, tout en versant au baron toujours et sans cesse. »

### Les répétitions
Le livret est lu aux artistes le 17 août 1866 et la musique le lendemain. Le travail commence dès le 20 août et les répétitions du premier acte le 3 septembre.
Le livret est déposé à la Commission de Censure le 29 août 1866. Elle demande, entre autres, la suppression de nombreuses phrases trop suggestives, un changement de nationalité pour le baron et la baronne de Gondremarck, qui de danois deviennent suédois, et la suppression d’un trio à l’acte III caricaturant le monde politique et militaire.
Les répétitions de l’acte V débutent le 26 septembre. L’orchestre commence à répéter dès le 5 octobre.
Le 12 octobre, les librettistes décident de refaire les actes IV et V. Ils « ne nous ont pas donné au théâtre ce que nous en attendions. Il faut les refaire et nous les refaisons. » note Ludovic Halévy dans ses carnets.
La presse s’inquiète du résultat : « Le maestrino est fort occupé à transformer Hyacinthe, Gil-Pérez, Priston, Lassouche et Mme Thierret, en chanteurs virtuoses. ». Les répétitions sont difficiles, Ludovic Halévy note le 20 octobre 1866 : « Les répétitions de la Vie parisienne me rendent à peu près fou ». Il expliquera après la première : « Les acteurs (…) avaient condamnée » la pièce et s’exclamaient : « À quoi bon apprendre les deux derniers actes, il faudra baisser la toile au milieu du troisième acte, etc. ».
Seul Jacques Offenbach semble certain du succès, il écrit la veille de la première, à  Hortense Schneider : « J'espère que tu useras plus d'une paire de gants en applaudissant les choses adorables que j'ai faites dans la Vie Parisienne. »

## Création

### L'accueil
La première a lieu le 31 octobre 1866. Le Ménestrel est conquis : « MM. Ludovic Halévy, Henri Meilhac et Offenbach ont brillamment gagné la première bataille de leur campagne de 1867 ». Les spectateurs ont prouvé « par des bravos et des éclats de rire, que cette parodie de “la vie parisienne” ne pouvait mieux finir » rapporte Le Figaro. Le régisseur du théâtre conclut sa journée en notant sur le Journal de bord ces quelques mots : « La Vie parisienne a obtenu un grand succès. ».

### La musique
La musique est applaudie : « Multiplier les mélodies de courte dimension, les couler dans des rythmes saisissants dont la popularité s’empare, se prodiguer sans s’épuiser, voilà l’art d’Offenbach » ; « il y a là trois quadrilles et une douzaine de valses, polkas, mazurkas tout prêts pour le bal de l’Opéra : on va danser dessus tout l’hiver. ». « La partition est certainement l’une des meilleures d’Offenbach » note Ludovic Halévy.
La partition de La Vie Parisienne, éditée par Heu, paraît fin novembre 1866 et est dédiée « À Monsieur Marcelin », le créateur de l’hebdomadaire éponyme fondé en 1863 et dont Henri Meilhac et Ludovic Halévy sont, entre autres, les collaborateurs.

### Le livret
Le livret est remarqué pour sa modernité : il « est fait par des jeunes gens dont l’esprit et la gaieté sont à la mode du dernier jour ». C’est « une satire très fine, et, disons-le, dans la plus flagrante actualité ; elle va au but qu’elle veut atteindre avec beaucoup de sens, beaucoup d’esprit, beaucoup d’à-propos. » 
Seul l'acte IV n’est pas apprécié : « c’est un vase d’eau glacée qui (…) rejaillit sur les rieurs de la salle » note Le Figaro.

### Les créateurs
Une « légende tenace (…) veut que La Vie Parisienne ait été écrite uniquement pour des “acteurs à voix”, ce qui est manifestement exagéré ». Avec La Vie parisienne, Jacques Offenbach présente un ouvrage lyrique dans un théâtre consacré au vaudeville – c'est-à-dire à la comédie entrecoupée de passages chantés. Si les interprètes, à l'exception de Zulma Bouffar que Jacques Offenbach a réussi à faire engager par les directeurs du théâtre du Palais-Royal, « étaient avant tout des comédiens, ces derniers connaissaient parfaitement l'art du couplet et devait faire preuve de qualités vocales certaines. ».
Zulma Bouffar qui joue le rôle de Gabrielle « n’a pas moins d’aisance dans son jeu que dans son chant », elle « est la prima-dona de cette musique endiablée ». Le soir de la première « on lui a redemandé tous ses morceaux, mais elle n’a consenti à répéter qu’une tyrolienne qu’elle chante adorablement. »
L’ensemble de la troupe est saluée pour sa prestation et tout particulièrement « Brasseur, passé maître en imitations, [qui] fait un Brésilien, un bottier, un major de table d’hôte et un diplomate bègue : quatre rôles, quatre faciès à mourir de rire ».

### Les premiers remaniements
Quelques représentations après la première, Jacques Offenbach ajoute à l’acte III le couplet « C’est ainsi, moi, que je voudrais mourir » pour Urbain. Malgré le vif succès, il le retira rapidement.
D’après Jean-Christophe Keck, musicologue, l’œuvre est « rapidement remaniée en quatre actes » pour atténuer certaines longueurs. L’acte IV est même abandonné, le Triolet de Gardefeu [no 4] est supprimé, des coupes sont effectuées dans l’air du Brésilien au Finale de l’acte I [no 6], dans le Duo de Gabrielle et Frick à l’acte II [no 7], dans le Finale de l’acte II [no 11], dans le Duo de Pauline et du baron [no 14], dans l’ensemble [no 16], dans le Finale de l’acte III [no 17], dans l’entracte de l’acte V, dans le Chœur et les couplets [no 21] et dans les Couplets et l'ensemble [no 23].
La presse de l’époque ne semble pas faire écho de ces modifications et on n'en connaît donc pas les dates

## Succès

### Les prémices
Mi-décembre, les recettes du théâtre se maintiennent toujours autour de 4 200 francs de recette par soir : « les recettes dépassent chaque soir quatre mille francs et il y a dix ou douze salles louées d’avance » s’étonne Ludovic Halévy.
Le prince de Galles qui passe une journée début décembre 1866 à Paris n’hésite pas à aller entendre La Vie Parisienne.
Napoléon III et son épouse assistent à la 58e représentation le 28 décembre 1866.
Début 1867, Jules Brasseur est remplacé par Jean Berthelier qui obtient un grand succès lui aussi dans le rôle. Plus tard, « Hyancinthe, Zulma Bouffar, Mme Thierret et Mlle Honorine se font parfois remplacer pour des périodes plus ou moins longues tandis que [Jules] Brasseur est de retour le 2 juillet. ».
La 100e a lieu le 8 février 1867. Jacques Offenbach, Ludovic Halévy et Henri Meilhac invitent les troupes des théâtres du Palais-Royal, des Variétés et des Bouffes-Parisiens à dîner au restaurant Peter’s le jeudi 21 février 1867.

### Le triomphe de l'Exposition universelle
L’Exposition universelle ouvre le 1er avril 1867 sur le Champ-de-Mars. Quelques années plus tard, le journaliste de L'Univers illustré se souviendra des visiteurs : « On eût dit que les phalanges d’étrangers, débarqués des quatre points cardinaux, obéissaient à une même consigne. La Vie parisienne et la Grande-Duchesse, la Grande-Duchesse et la Vie parisienne, telles étaient leurs premières préoccupations, et ils n’étaient tranquilles qu’après s’être assuré des places pour ces deux pièces en vogue. » : « L’Europe entière était éblouie par la vision rutilante de la Vie Parisienne. ».
La 200e est fêtée le 19 mai 1867. Le 22 mai, Eugène Labiche, dont la pièce doit remplacer la Vie Parisienne depuis longtemps, s’impatiente : « Rien de nouveau au Palais-Royal. On annonce, tous les jours, les dernières de La Vie parisienne, et (…) on fait invariablement plus de 3 000 francs. »
Le Tsar assiste avec ses deux fils à la 217e représentation le 5 juin 1867.
La Vie Parisienne quitte la scène du Palais-Royal le 24 juillet 1867 après 265 représentations. Elle est reprise le 9 mars 1868 et atteint 293 représentations le 5 avril 1868, puis du 2 au 31 octobre 1869 pour atteindre 323 représentations.
Elle est montée dans plusieurs villes de province, comme Marseille, Rouen, Lille, Lyon, Nantes.

## À l’étranger
La Vie Parisienne est créée à Bruxelles le 30 janvier 1867 dans une version en 4 actes. Dans cette version, l'acte IV est composé du Rondeau [no 18], des Couplets [no 19], et de la Reprise de l’ensemble [no 19 bis] précédés des numéros 21, 22, 22 bis et 23 et suivis par les numéros 24 et 25.
La Vie Parisienne est donné à Vienne le 31 janvier 1867 dans une version en 4 actes et 5 tableaux. Pour cette version le Triolet de l’acte I [no 4] est supprimé. L’acte IV comporte deux tableaux : un premier tableau avec le Rondeau [no 18] et le Final [no 20] seulement et un deuxième qui reprend les numéros de l’acte V de la version parisienne. Comme à son habitude pour les créations viennoises, Jacques Offenbach enrichit l’orchestration : il ajoute « deux trombones (…), deux cors (…), un second hautbois, un second basson et une partie de percussions supplémentaires ». Il se déplace à Vienne pour cette création, mais malade, il ne peut pas conduire la première représentation. Dans une dépêche télégraphique, le directeur du Carltheater écrit : « Succès sans précédent. Plusieurs rappels à chaque acte. Final troisième furore. Chanson à boire trois fois. ».
La Vie Parisienne est créée à Berlin en juillet 1867 où elle reste à l’affiche plus de 200 représentations.
Elle est donnée à Alger le 17 mars 1868, à New-York le 29 mars 1869.

## 1873, deuxième version parisienne

### Projets
En mars 1872, le théâtre du Palais-Royal cède ses droits sur La Vie Parisienne au théâtre des Variétés ; Hortense Schneider est d’ailleurs pressentie pour reprendre le rôle de la baronne de Gondremarck. Offenbach compose pour elle l’air de Métella [no 2]. Mais malgré son insistance et celle de Ludovic Halévy qui lui écrit : « Tu jouerais Métella, les deux rondos… Tu ferais, je crois, un effet du diable avec la lettre, et tu gagnerais ton argent en ayant beaucoup de succès et peu de fatigue », la diva ne se joint pas au projet.
La Vie Parisienne est effectivement reprise le 25 septembre 1873 au théâtre des Variétés. Seule Zulma Bouffar, et dans une moindre mesure Jean Berthelier, reprennent leurs rôles.

### Adaptations
Pour cette reprise, l’acte IV « a été coupé ; le rôle de Mme de Quimperkaradec (…) a disparu ; un morceau inédit [no 2] a été ajouté par l’inépuisable et célèbre maestro Offenbach ». Il réorchestre le triolet de Gardefeu [no 4] – qu’il avait supprimé et qu'il supprime de nouveau – ainsi que l’air de Métella de l’acte V [no 22]. Il ajoute dans le final de l’acte III un air pour le baron de Gondremarck « Ohé, l’amiral, ta fête est charmante ».
Jacques Offenbach transpose le couplet du Baron [no 8] pour s’adapter à la tessiture de son interprète José Dupuis.
Le souvenir cuisant de la Guerre franco-allemande de 1870 oblige les librettistes à supprimer les références germaniques : dans le Finale de l'acte II [no 11], les bottiers et gantières ne sont plus des Allemands et Gabrielle chante désormais sa tyrolienne en français.

### Accueil
Si l’œuvre est saluée pour son succès légitime et grâce auquel les acteurs « ont entraîné le public dans la sarabande de gaieté échevelée qui traverse les quatre actes de la pièce », elle a malgré tout l’amertume d’une époque révolue : « Peut-être n’était-il pas urgent de la reprendre ? » s’interroge Le Temps.
Comme à la création, « c’est Mlle Zulma Bouffar qui, à elle seule, a soutenu la pièce, et en a rappelé les beaux jours. ». Les artistes sont très comparés avec leurs prédécesseurs, et beaucoup sont regrettés à l’exemple de « Mlle Devéria [qui] a même été chahutée dans ce célèbre rondeau de la lettre de Métella que chantait si spirituellement Mlle Honorine. ».
Malgré cela, Le Ménestrel prévoit une « reprise (…) fructueuse », Le Temps parie sur une « cent cinquantième représentation » et L'Univers Illustré parle d'un « large regain de vogue ».

## Argument
L’histoire se passe à Paris, au milieu du XIXe siècle.

### Acte I
[Version de 1866. La gare du chemin de fer de l’Ouest rive gauche.]
[Version de 1873. La salle d’attente de la gare du chemin de fer de l’Ouest rive droite.]
Raoul de Gardefeu et Bobinet, deux rivaux, attendent séparément leur maîtresse Métella. Elle arrive au bras de son nouvel amant Gontran. Les deux hommes, que « la trahison de Blanche Taupier […] sépara », se réconcilient et décident d’aller vers « les femmes du monde » qui « se plaignent d’être délaissées par les jeunes gens à la mode… ».
Tandis que Bobinet part à la conquête du cœur de la comtesse Diane de la Roche-Trompette, Raoul de Gardefeu rencontre Joseph, son ancien domestique, désormais « guide… cicerone… attaché au Grand-Hôtel… ». Joseph attend « un baron suédois accompagné de sa femme » qui vient découvrir « les beautés de la capitale ». Raoul de Gardefeu a l’idée de se substituer à Joseph pour pouvoir faire la cour à cette « femme du monde » : il accueille donc le baron et la baronne de Gondremarck et leur promet de leur faire visiter « la ville splendide ».
[Version de 1866. Raoul de Gardefeu avait reçu de Joseph une lettre à l’attention de la baronne de Gondremarck. Il la lui confie : il s’agit d’une invitation de madame de Folle-Verdure qui les invite à dîner, deux jours plus tard, chez sa tante madame de Quimper-Karadec.]
Une nouvelle fournée de voyageurs descend d’un train et envahit la gare. Parmi eux, un Brésilien qui revient à Paris en s’exclamant : « Et je viens pour que tu me voles / Tout ce que là-bas j’ai volé ! ».

### Acte II
Un salon chez Gardefeu.
Alors qu’Alphonse, le domestique de Raoul de Gardefeu, attend son maître, Frick, le bottier, demande en mariage Gabrielle, la gantière, qu’il vient de rencontrer dans l’escalier.
Raoul de Gardefeu explique aux Suédois que le « Grand-Hôtel étant plein, l’administration a dû acheter une foule de petits hôtels pour y loger les voyageurs. » Le baron confie à Raoul de Gardefeu une lettre de recommandation à porter à Métella. À la demande du baron qui ne souhaite pas « dîner en tête-à-tête avec la baronne », Raoul de Gardefeu accepte d’organiser une table d’hôte.
Il propose à Frick et à Gabrielle de venir dîner avec leurs amis en leur suggérant de prendre les noms de leurs clients et clientes !
Bobinet propose à Raoul de Gardefeu qui cherche à éloigner le baron de Gondremarck, d’organiser chez sa tante, le lendemain, « une fête de nuit dans l’hôtel de Quimper-Karadec en l’honneur [du] Suédois ».
Raoul de Gardefeu confie à Métella, venue lui « donner une explication », la lettre de recommandation du baron de Gondremarck.
Des bottiers et des gantières envahissent le salon de Raoul de Gardefeu. Gabrielle prend le rôle de madame de Sainte-Amaranthe, veuve d’un colonel, et Frick celui d’Édouard, le major de la table d’hôte. Le baron de Gondremarck remarque que les convives « ne sont pas distingués », [Version de 1866. En effet, leur français est mêlé d’allemand], mais que peut-il attendre de mieux en payant seulement cent sous son séjour ?

### Acte III
Le grand salon de l’hôtel de Quimper-Karadec.
Sous la direction de Bobinet, tous les domestiques s’activent pour recevoir le baron. Celui-ci fait connaissance avec Urbain, le général Malaga de Porto-Rico, avec Prosper, le prince Adhémar de Manchabal, et enfin avec Pauline, madame l’amirale. Le baron est séduit par cette Parisienne « coquettes, dépensières… toquées… ». Les autres invités, c’est-à-dire les nièces du concierge, font leur entrée : madame la vicomtesse de la Pépinière, madame la baronne de la Haute-Venue, madame la marquise de la Farandole, et enfin, l’amiral, Bobinet, qui a « fini par entrer dans [son] uniforme ». Les invités renvoient les domestiques absents car « quand il y a des domestiques, on est obligé de se tenir… » et font boire le baron de Gondremarck pour le retenir.

### Acte IV
Un salon chez Gardefeu.
La baronne de Gondremarck revient des Italiens. Raoul de Gardefeu a pris soin d’éloigner son domestique et la femme de chambre de la baronne. Mais on frappe à la porte, c’est mesdames de Folle-Verdure et de Quimper-Karadec, qui sont revenus « de la campagne quelques jours plus tôt », et insistent pour voir la baronne de Gondremarck. Cette dernière a reçu quelques minutes plus tôt une lettre de Métella l’avertissant « que cet homme qu[’elle a] trouvé à la gare, et qui s’est fait passer pour un guide, n’est autre que le brillant vicomte Raoul de Gardefeu ! ». Raoul de Gardefeu, qui est allé trouver deux chambres au Grand-Hôtel, renvoie les nouvelles venues. Il se retrouve seul avec madame de Quimper-Karadec qui a échangé sa place avec la baronne ! D’abord glacé par cette surprise, il reprend contenance. Alors que  madame de Quimper-Karadec s’arme de pincettes, Bobinet et le baron de Gondremarck, expulsé par la police de l’hôtel de Quimper-Karadec, arrivent à propos.

### Acte V
Un salon dans un restaurant.
[Version de 1866. Urbain, qui a été renvoyé par madame de Quimper-Karadec, et qui est désormais maître d’hôtel, donne quelques instructions à ses garçons de café avant la fête donné par un Brésilien.]
[Version de 1873. Le maître d’hôtel donne quelques instructions à ses garçons de café avant la fête donné par un Brésilien.]
Le baron de Gondremarck courtise Métella sans succès.
[Version de 1866. Elle lui présente trois femmes masquées, sa propre épouse et mesdames de Quimper-Karadec et de Folle-Verdure.]
[Version de 1873. Elle lui présente une femme masquée, sa propre épouse.]
En effet elle vient de se souvenir du nom du « jeune homme » qu’elle a « aimé à la folie » : il s’agit de Raoul de Gardefeu qu’elle va rejoindre.
Vexé, le baron de Gondremarck provoque en duel Raoul de Gardefeu. Bobinet, le témoin de Raoul de Gardefeu, le défend : « mon ami vous trouve à la gare… Il se dit ! voilà un malheureux étranger qui va être berné, volé, pillé… Il vous emmène chez lui, il vous loge, il vous héberge… il vous fait faire ma connaissance !… et vous vous plaignez ? ». Le baron acquiesce et s’excuse : « Je n’avais pas considéré la question à ce point de vue. ». Il demande pardon à son épouse.
[Version de 1873. Raoul de Gardefeu comprend que Métella l’aime… et Bobinet décide lui aussi de se remettre à l’aimer. Métella s’enthousiasme : « Excellente, cette idée-là ! »]
Le Brésilien s’écrie : « Eh bien ! puisque tout est arrangé, allons souper. Du bruit du champagne pendant toute la nuit, buvons et chantons. ».

## Distribution
| Personnage                | Tessiture               | Créateur 1866    | Créateur 1873           |
| ------------------------- | ----------------------- | ---------------- | ----------------------- |
| Le Brésilien              | ténor                   | Jules Brasseur   | Jean Berthelier         |
| Frick                     | ténor                   | Jules Brasseur   | Jean Berthelier         |
| Prosper                   | ténor                   | Jules Brasseur   | Jean Berthelier         |
| Le baron de Gondremarck   | baryton                 | Hyacinthe        | José Dupuis             |
| Bobinet                   | ténor ou baryton-Martin | Gil-Pérès        | Pierre-Eugène Grenier   |
| Raoul de Gardefeu         | ténor                   | Priston          | Cooper                  |
| Urbain                    | baryton                 | Lassouche        | Baron                   |
| Joseph                    | rôle parlé              | Martal           | Mussay                  |
| Alphonse                  | rôle parlé              | Ferdinand        | Bordier                 |
| Gontran                   | ténor ou baryton-Martin | ?                | Coste                   |
| Alfred                    | baryton                 | –                | Léonce                  |
| Un employé                | rôle parlé              | –                | Millaux                 |
|                           |                         |                  |                         |
| Gabrielle                 | soprano léger           | Zulma Bouffar    | Zulma Bouffar           |
| La baronne de Gondremarck | soprano                 | Céline Montaland | J. Grandville           |
| Métella                   | mezzo-soprano           | Honorine         | Devéria, Anna Van Ghell |
| Mme de Quimper-Karadec    | Desclausas              | Félicia Thierret | –                       |
| Pauline                   | soprano léger           | Elmire Paurelle  | Berthall                |
| Mme de Folle-Verdure      | soprano                 | Léontine Massin  | –                       |
| Léonie                    | soprano                 | Bédard           | A. Schneider            |
| Louise                    | soprano                 | Breton           | Estelle Lavigne         |
| Clara                     | soprano                 | Henry            | Milia                   |
| Caroline                  | soprano                 | –                | Julia H.                |
| Julie                     | soprano                 | –                | Magne                   |
| Augustine                 | soprano                 | –                | Maria                   |
| Charlotte                 | soprano                 | –                | V. Klein                |
| Albertine                 | soprano                 | –                | Pauline                 |

## Partition
La Vie parisienne a fait l'objet de nombreuses versions du vivant d'Offenbach. On peut citer la création en 5 actes à Paris le 31 octobre 1866, la création bruxelloise en 4 actes le 30 janvier 1867, la création viennoise en 4 actes et 5 tableaux le 31 janvier 1867 et la deuxième création parisienne en 4 actes le 25 septembre 1873. Dans son édition critique, Jean-Christophe Keck note « Les découvertes faites tout au long de nos travaux prouvent que, pour ce compositeur, une partition est loin de demeurer lettre morte, figée une fois pour toutes, puisqu'il y apporte des modifications de manière incessante. Lui seul est d'ailleurs habilité à le faire. ».
Le tableau ci-dessous, établi d'après l’édition critique Offenbach Edition Keck éditée par Boosey & Hawkes, résume les différences principales entre les deux versions parisiennes. Pour plus de détails, se référer à l'édition qui comporte aussi la version bruxelloise.
| N°    | Titre                 |                                                 | 1866 | 1873 |
| ----- | --------------------- | ----------------------------------------------- | ---- | ---- |
|       | Ouverture             |                                                 | •    | •    |
| 1     | Introduction          | « Nous sommes employés de la ligne de l’Ouest » | •    | c    |
| 2     | Chœur et scène        | « Le ciel est noir »                            | •    | m    |
| 3     | Couplets              | « Elles sont tristes les marquises »            | •    | •    |
| 4     | Triolet               | « Ce que c’est pourtant que la vie »            | •    | •    |
| 5     | Trio                  | « Jamais, foi de cicérone »                     | •    | •    |
| 6     | Final                 | « À Paris nous arrivons en masse »              | •    | c    |
|       | Rondo du brésilien    | « Je suis Brésilien, j’ai de l’or »             | •    | c    |
|       | Ensemble final        | « La vapeur nous amène »                        | •    | c    |
|       | Entracte du 2e acte   |                                                 | •    | •    |
| 7     | Duo                   | « Entrez ! entrez, jeune fille à l’œil bleu ! » | •    | c    |
| 8     | Couplets              | « Dans cette ville toute pleine de plaisirs »   | •    | m    |
| 9     | Rondeau               | « Vous souvient-il, ma belle »                  | •    |      |
| 10    | Couplets              | « Pour découper adroitement »                   | •    |      |
| 11    | Final                 | « Nous entrons dans cette demeure »             | •    | c    |
|       | Couplets              | « Je suis veuve d’un colonel »                  | •    | c    |
|       | Air tyrolien          | « On n’est v’nu m’inviter »                     | •    | c    |
|       | Entracte du 3e acte   |                                                 | •    | •    |
| 12    | Introduction          | « Il faut nous dépêcher vite »                  | •    | •    |
| 13    | Septuor               | « Donc je puis me fier à vous »                 | •    | •    |
| 14    | Duo                   | « L’amour, c’est une échelle immense »          | •    | c    |
| 15    | Couplets              | « On va courir, on va sortir »                  | •    | •    |
| 16    | Ensemble              | « Votre habit a craqué dans le dos »            | •    | c    |
| 17    | Final                 | « Soupons, soupons, c’est le moment »           | •    | c    |
|       | Final suite           | « Tout tourne, tout danse »                     | •    | m    |
|       | Galop final           | « Feu partout, lâchez tout »                    | •    | m    |
|       | Air                   | « Ohé ! L’amiral ! Ta fête est charmante »      |      | •    |
|       | Entracte du 4e acte   |                                                 | •    |      |
| 18    | Rondeau               | « Je suis encor tout éblouie »                  | •    |      |
| 19    | Couplets              | « Quoi, ces messieurs pourraient, ma chère »    | •    |      |
| 19bis | Reprise de l’ensemble | « Vengeons-nous ! il faut nous venger »         | •    |      |
| 20    | Final                 | « Tout tourne, tout danse »                     | •    |      |
|       | Entracte du 5e acte   |                                                 | •    | m    |
| 21    | Chœur et couplets     | « Bien bichonnés et bien rasés »                | •    | m    |
| 22    | Rondeau               | « C’est ici l’endroit redouté des mères »       | •    | •    |
| 22bis | Mélodrame             |                                                 | •    |      |
| 23    | Couplets et ensemble  | « Je te connais ! – Tu me connais »             | •    |      |
| 24    | Chœur et duo          | « En avant, les jeunes filles »                 | •    | •    |
| 24bis | Mélodrame             |                                                 | •    | •    |
| 25    | Final                 | « Par nos chansons et par nos cris »            | •    | m    |

Légende :
| • | Figure dans la version               |
| c | Avec coupure                         |
| m | Avec modification (nouvelle version) |

## Costumes

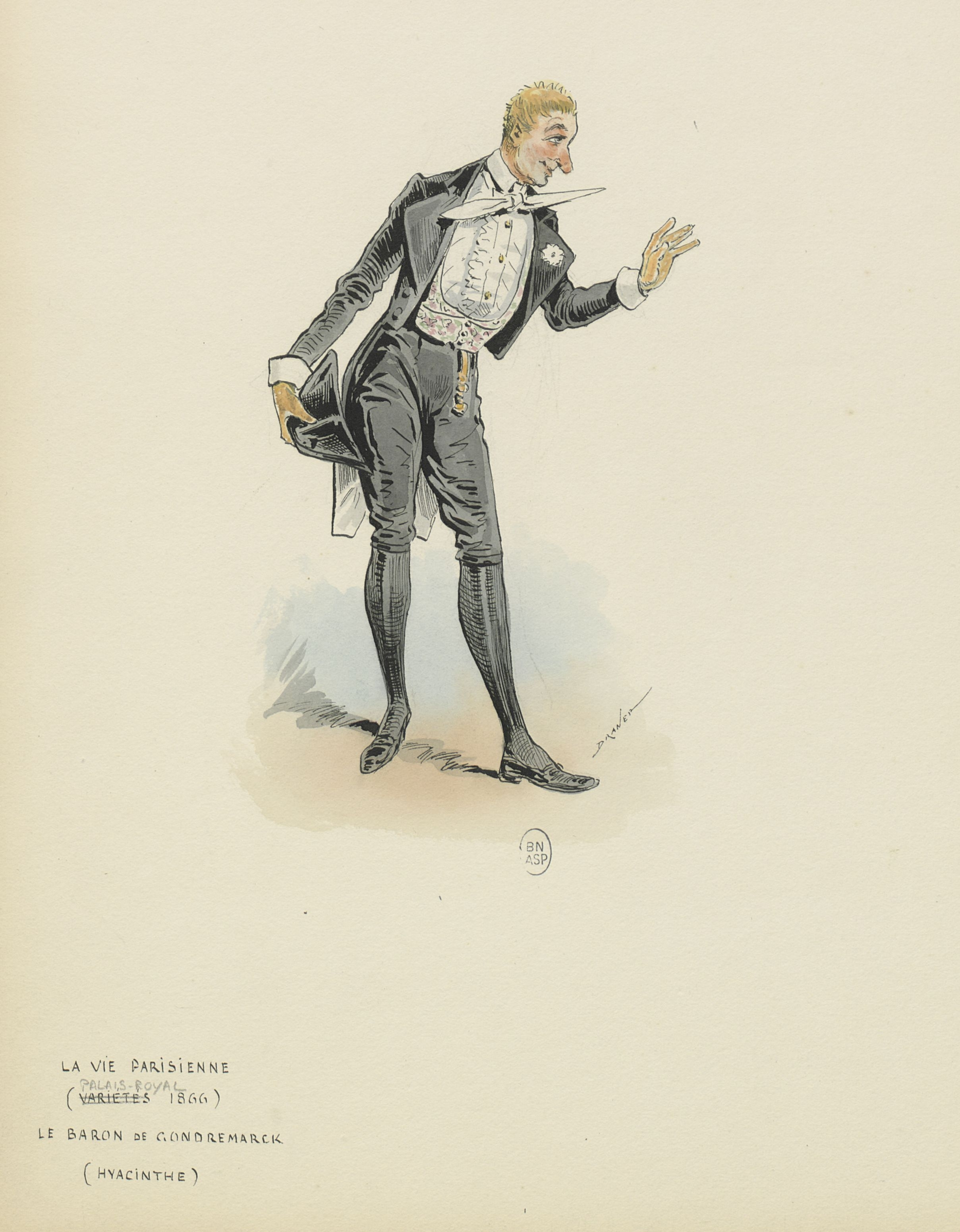
Costume du Baron de Gondremarck par Draner (1866)
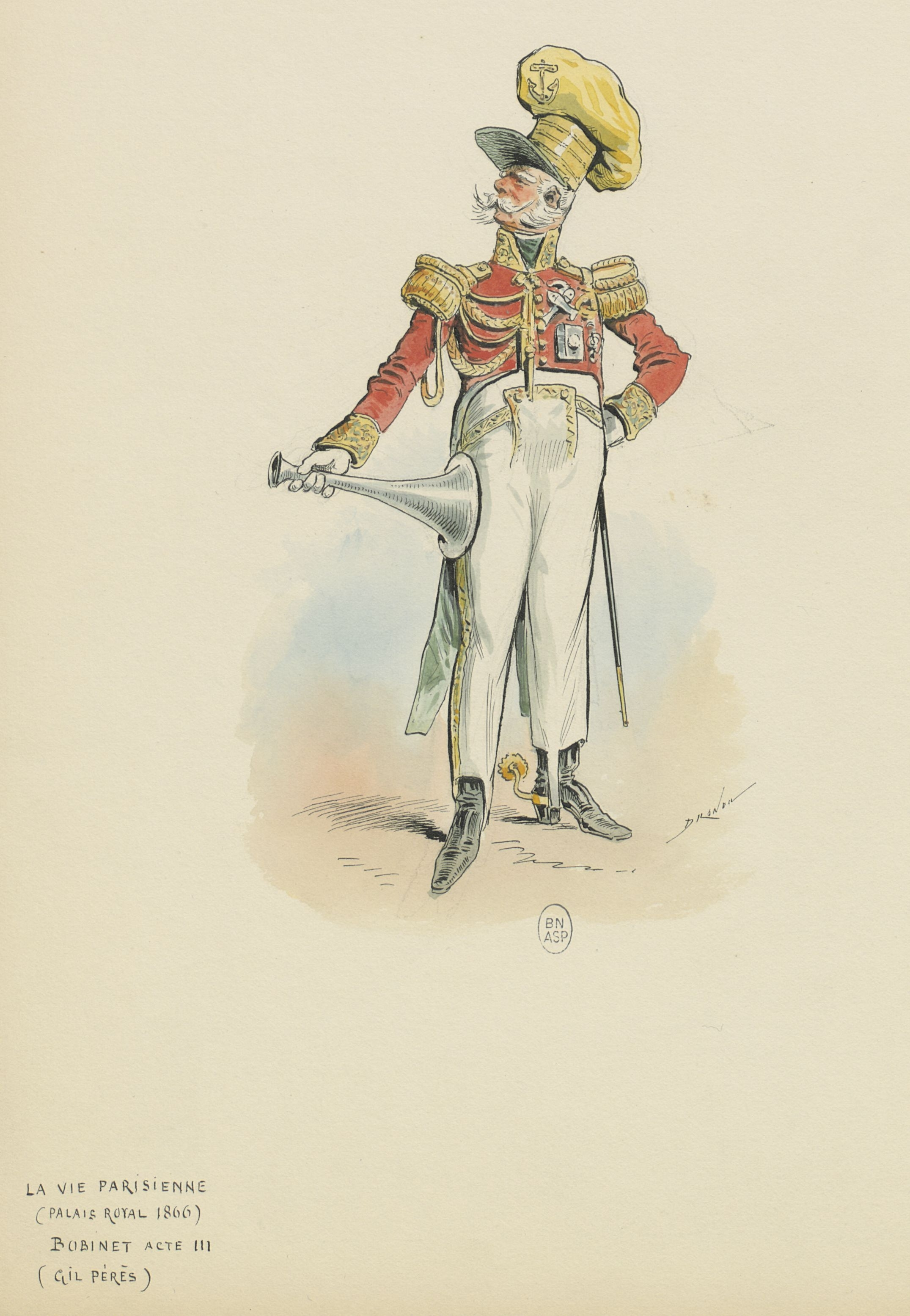
Costume de Bobinet à l'acte III par Draner (1866)
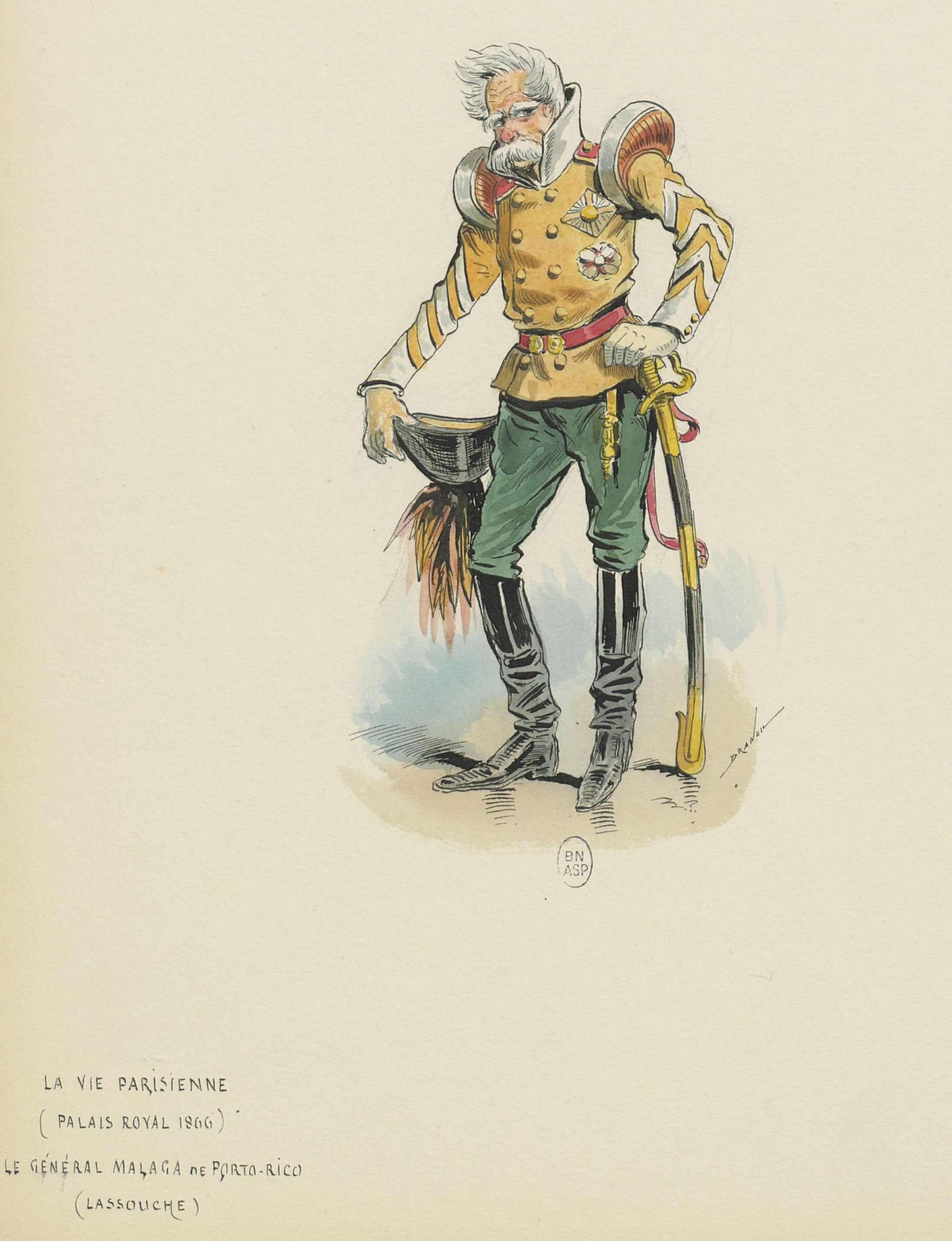
Costume du Général Malaga de Porto-Rico par Draner (1866)
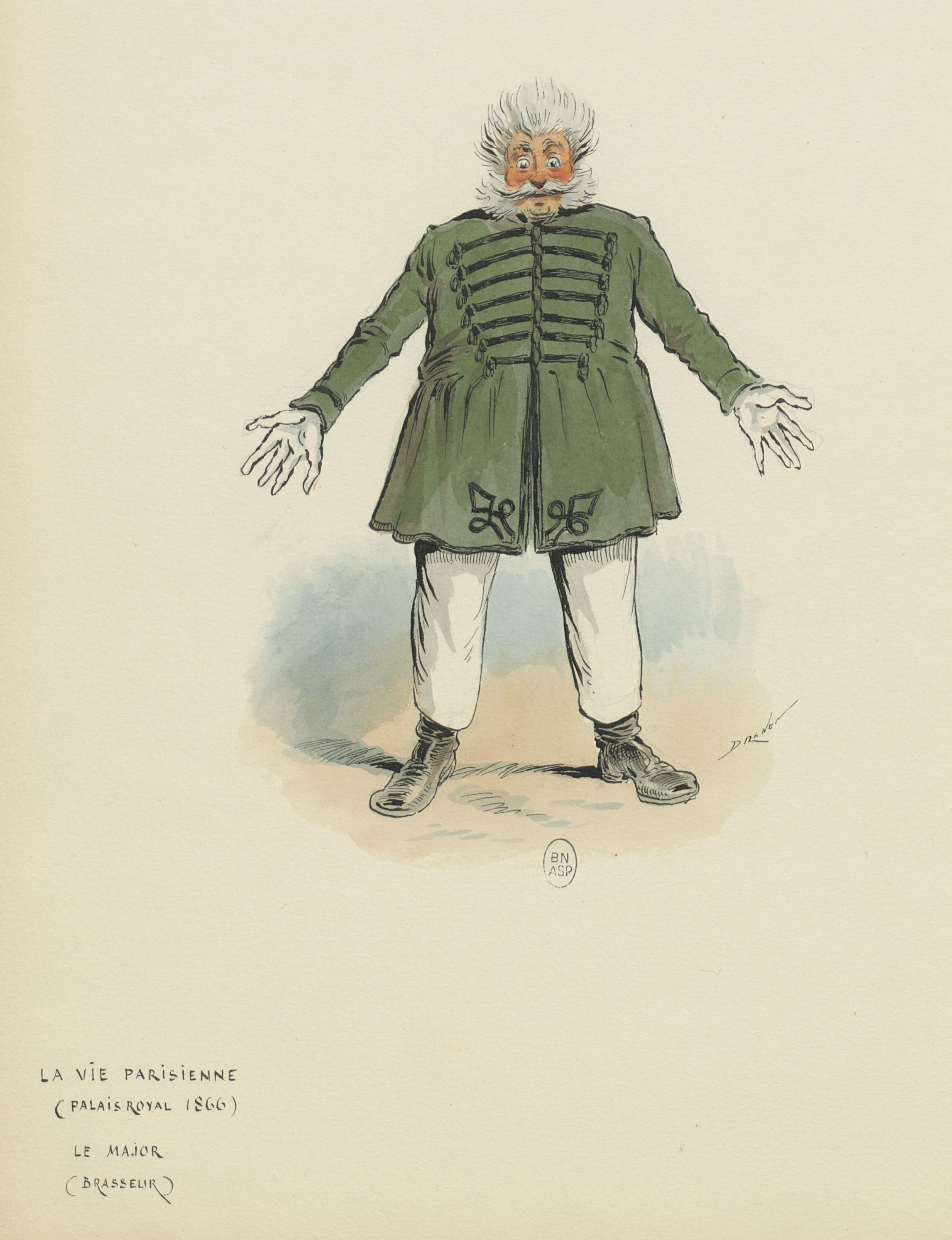
Costume du Major par Draner (1866)
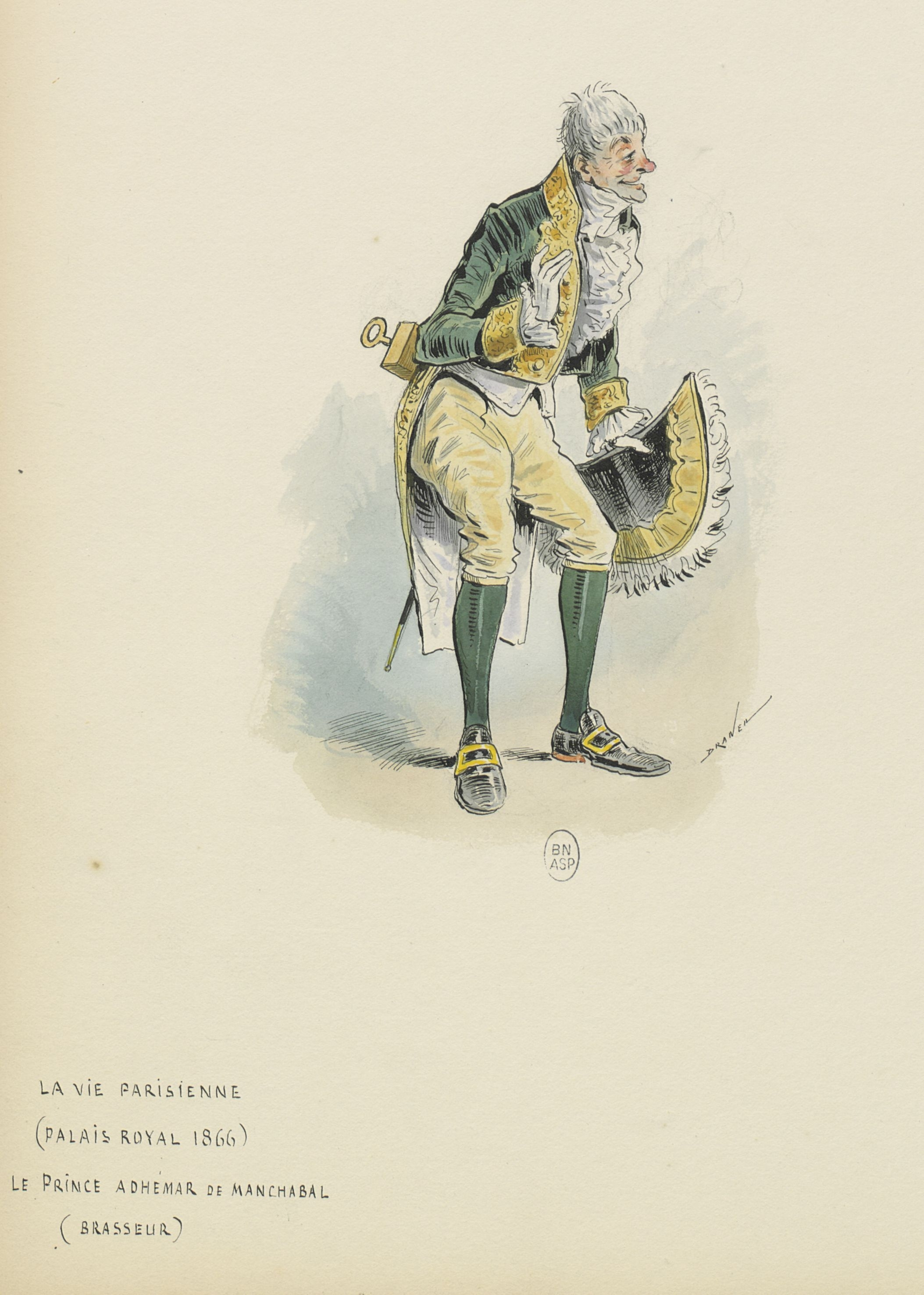
Costume du Prince Adhémar de Manchabal par Draner (1866)
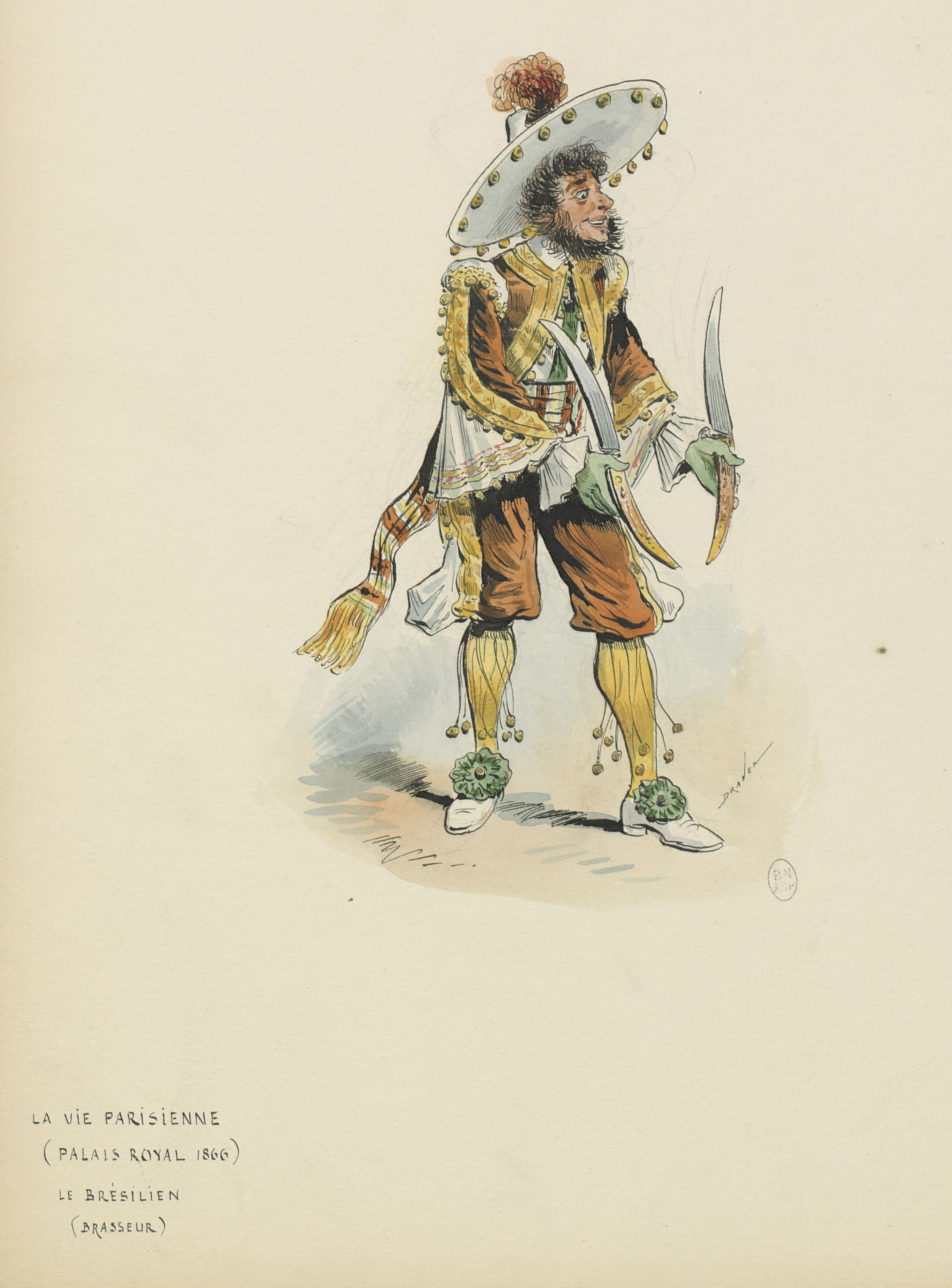
Costume du Brésilien par Draner (1866)
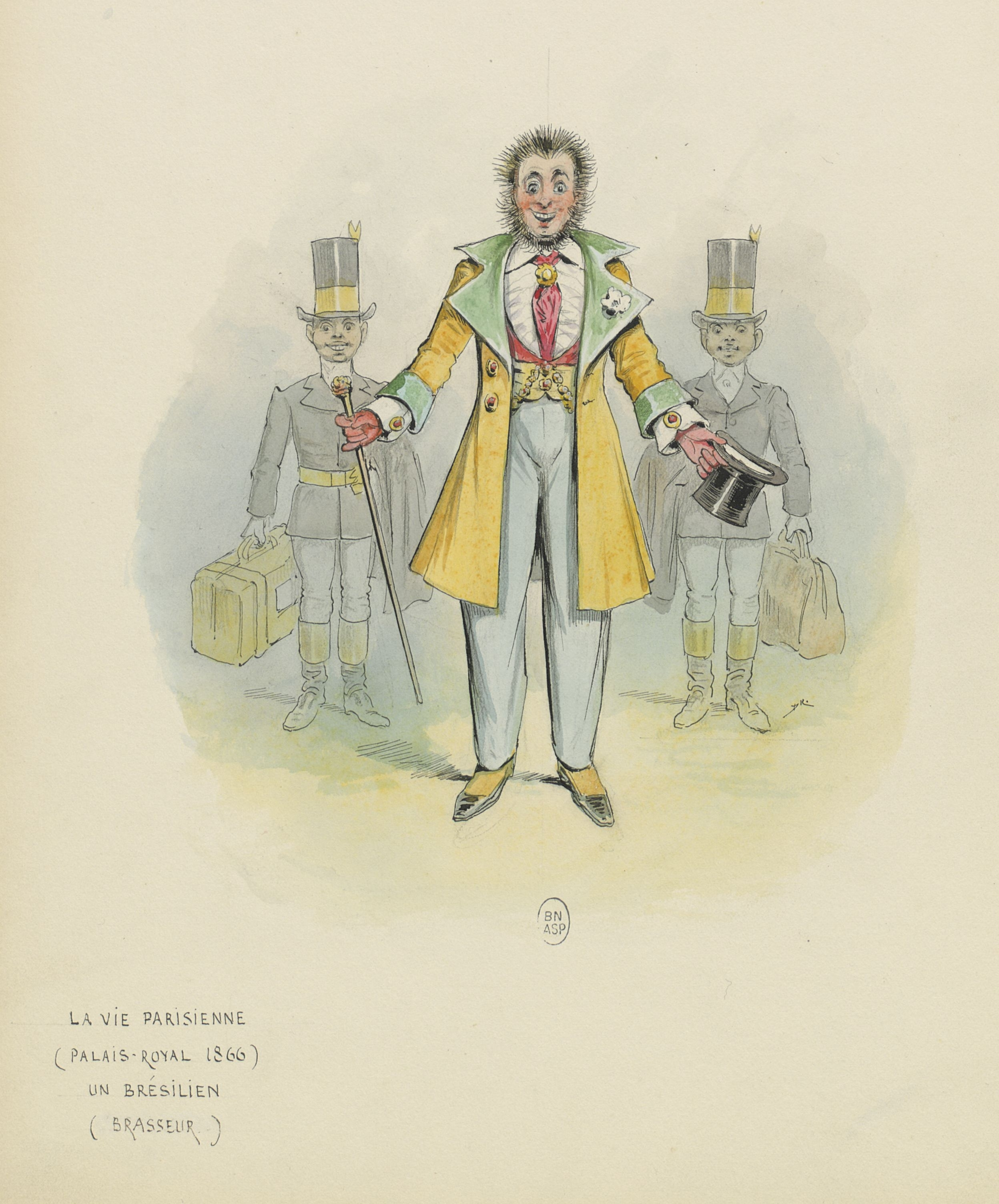
Costume du Brésilien par Draner (1866)

## Citations et emprunts
- En arrivant à Paris, la baronne de Gondremarck demande, dans le no 5, à rencontrer les artistes à la mode : « Je veux, moi, dans la capitale / Voir les divas qui font fureur, / Voir la Patti dans don Pasquale, Et Thérésa dans le Sapeur ! ». Elle souhaite entendre Adelina Patti dans Don Pasquale, un opéra bouffe de Gaetano Donizetti créé à Paris en 1843, et Thérésa interpréter la chanson Rien n'est sacré pour un sapeur créée à l'Alcazar d'hiver en 1864.
- Dans le Finale de l'acte I [no 6], le Brésilien demande à être conduit au château d'Asnières, lieu de fête du Second Empire : « À moi, les nuits de Paris / Qu'on me mène au bal d'Asnières. ».
- Dans le Finale de l’acte II [no 11], les auteurs citent un couplet de Michel et Christine de Eugène Scribe et Henri Dupin créé en 1821.

| Du haut des cieux, ta demeure dernière, Mon colonel, tu dois être content : Michel et Christine, Eugène Scribe et Henri Dupin, Pollet 1821, Scène 15 | Que de là-haut, du haut du ciel, Sa demeure dernière, Il est content, mon colonel, La Vie Parisienne, Henri Meilhac et Ludovic Halévy, Michel Lévy frères 1867, Acte II, Scène 17 |

- Pour le Finale de l'acte II [no 11], Jacques Offenbach dit avoir « pris – paroles et musique – (…) une tyrolienne qui est aussi connue en Allemagne, que l’air J’ai du bon tabac en France. »[79]
- Dans son rondeau [no 22], Métella fait référence au Café Anglais en disant « Les brillants viveurs sont mal à leur aise, / Et dans le grand Seize / On voudrait du thé ! ». Le Grand Seize était un des salons de ce restaurant. À noter que les librettistes indiquent que l'action de l'acte V se déroule dans « Un salon dans un restaurant », rien n'indique qu'il s'agit du Café Anglais.
- Au dernier acte, en hommage à Wolfgang Amadeus Mozart, Jacques Offenbach cite, 3 tons plus haut, l'entrée des masques du Finale de l'acte I [no 15] de Don Giovanni. Ce mélodrame [no 22 bis] accompagne l'entrée masquée de Madame de Quimper-Quaradec, de la Baronne de Gondremarck et Madame de Folle-Verdure.

## Postérité et emprunts
- En 1868, un an après la création de La Vie parisienne, sur la même scène du théâtre du Palais-Royal, Ludovic Halévy, Henri Meilhac et Jacques Offenbach créent l'opéra bouffe Le Château à Toto. On y retrouve les membres des familles La Pépinière et La Roche-Trompette ainsi que Blanche Taupier[80].
- À la suite de son voyage aux États-Unis, en 1875, Offenbach écrira dans ses Notes d'un musicien en voyage : « Mes collaborateurs Meilhac et Halévy disent dans la Vie parisienne qu’il n’y a que les Parisiennes qui savent sortir à pied. Ils n’ont pas vu les Américaines allant, venant, trottinant, se garant des voitures, relevant leurs robes d’un geste coquet et découvrant des jambes exquises avec un art tout particulier. »
- À la scène VIII de l'acte II de la deuxième version de La Vie parisienne, une domestique prend le rôle de la baronne de La Butte-Jonvel. La fille du baron de La Butte-Jonvel donne son nom à l'opéra-comique La Créole que Jacques Offenbach créera en 1875 sur un livret d'Albert Millaud[81].
- En 2013, la compagnie Moukden Théâtre réalise Paris nous appartient, spectacle sur le Grand Paris, mêlant des extraits de La Vie parisienne à des matériaux documentaires contemporains[82], adaptation et montage d'Eve Gollac et Olivier Coulon-Jablonka, mise en scène Olivier Coulon-Jablonka.

## Reprises
|  |

Parmi les reprises parisiennes, il y a eu notamment :
- cinq reprises  au Théâtre des Variétés (en 1892, 1896, 1904, 1911 et 1913) avec des interprètes qui avaient pour nom Mlle Méaly, Germaine Gallois, Albert Brasseur, Baron, Ève Lavallière, Amélie Diéterle, Anna Tariol-Baugé et même Mistinguett (1911) ;
- deux reprises au théâtre Mogador, en 1931 avec Jane Marnac, Félix Oudart, Jeanne Saint-Bonnet, Danièle Brégis et Henry-Laverne avec plus de 300 représentations[83], puis une autre en 1934 avec la même distribution[84].
- une au Palais-Royal en 1958 par la compagnie Renaud-Barrault. Elle a fait date dans l’histoire de l’opérette[citation nécessaire], car elle fut donnée plus par des comédiens chantant que des chanteurs jouant : la mise en scène était de Jean-Louis Barrault, et les interprètes étaient Simone Valère, Suzy Delair, Madeleine Renaud, Pierre Bertin, Jean-Pierre Granval, Jean Desailly, Jean Parédès, Georges Aminel ;
- une à l'Opéra Comique en 1974 avec Nicole Broissin, Jacques Mareuil, Henri Guy, Michel Caron et Danielle Millet ;
- une pour la réouverture du théâtre du Châtelet en 1981, mise en scène d'Yves Robert, adaptation de Frantz Salieri, orchestration de Laurent Petitgirard , avec Michel Caron ;
- une au théâtre de Paris en 1985 avec Gabriel Bacquier et Jane Rhodes ;
- une à l'Opéra Comique en 1990 avec Gabriel Bacquier ;
- une à la Comédie-Française en 1997 et 1998, coadaptée par Xavier Maurel et Daniel Mesguich et mise en scène par ce dernier, avec une très grande partie de la troupe ;
- une à Bercy en 1997 ;
- une en 2002, 2004 et 2005 au théâtre national de l'Opéra-Comique, mise en scène de Jérôme Savary ;
- une au théâtre du Trianon par l'orchestre de Bernard Thomas, mise en scène Gilbert Lemasson ;
- une à l'Opéra de Lyon en 2007 et 2009 mise en scène contemporaine par Laurent Pelly.
- une au Théâtre Antoine en décembre 2009. Adaptation et mise en scène Alain Sachs. Orchestration et direction musicale Patrice Peyriéras.
- Au Théâtre des Champs-Élysées, en décembre 2021-Janvier 2022. Mis en scène par Christian Lacroix (également aux décors et Costumes), Direction musicale de Romain Dumas.